# Портрет на Джована Торнабуони
„Портрет на Джована Торнабуони“ (на италиански: Ritratto di Giovanna Tornabuoni) е картина на италианския ренесансов художник Доменико Гирландайо, нарисувана през 1488 г.
Картината е изпълнена с темпера върху дърво, с размери 49 Х 77 см. и е изложена в музея „Тисен-Борнемиса“ в Мадрид, Испания.

## Описание
Портретът на млада жена е изпълнен на фона на ниша с предмети, подчертаващи изискания вкус и характер на Джована Торнабуони. Брошката поставена в нишата във форма на дракон с две перли и рубин е комплект с медальона на копринена нишка, висящ на шията на Джована. Това намеква за нейното обществено положение.
Скъпоценностите се уравновесяват с лежащите в друга част на нишата молитвеник и закованата към горната част на нишата броеница с коралови мъниста. Те подчертават набожността на Джована и нейния богат вътрешен свят. Между броеницата и молитвеника е разположена дъсчица с част XXXII от епиграмата на римския поет от I век Марк Валерий Марциал, посветена на портрета на генерал Марк Антоний (на латински: Marcus Antonius Primus; ок. 40 – ок. 100):
```
ARS UTINAM MORES ANIMUMQUE EFFINGERE POSSES PULCHRIOR IN TERRIS NULLA TABELLA FORET MCCCCLXXXVIII
```

„Изкуство, ако ти можеше да покажеш характера и душата, не би имало на света картина по-прекрасна. 1488“

## Описание на модела
Портретът изобразява Джована дели Албици, родена на 18 декември 1468 г., омъжена за Лоренцо Торнабуони на 15 юни 1486 г., и починала по време на раждане на 7 октомври 1488 г. Картината е прекрасен пример на портрет от епохата на Куатроченто – строга профилна поясна композиция, идеализирани черти и пропорции на лицето и тялото. Както и в много други италиански портрети от XV век идеалната красота на Джована Торнабоуни се основава на примери от Античното изкуство, допълнени от индивидуалните черти на модела.
Джована Торнабуони е изобразена също така и на фреската „Срещата на Мария и Елисавета“, изпълнена от Гирландайо в Капела „Торнабуони“ в църквата „Санта Мария Новела“ във Флоренция по поръчка на нейния свекър. На фреската тя е изобразена в пълен ръст, но позата, дрехата и украшенията практически напълно повтарят портрета от 1488 г.

## Други изображения на модела
- детайл: Джована Торнабуони
- Портрет на Джована Торнабуони (2-ри вариант). Доменико Гирландайо. 1485 – 88 г. 65,5 х58,7 см. Художествен музей „Фуджи“, Токио
- Джована Торнабуони – фреска в Капела „Торнабуони“.
- Джована Торнабуони – фреска в Капела „Торнабуони“